# 가와치촌 (히로시마현 미쓰기군)
가와치촌(일본어: 河内村)은 일본 히로시마현 미쓰기군에 설치되었던 촌이다. 현재의 오노미치시에 해당한다.